# Fruto Proibido (álbum)
Fruto Proibido é o quarto álbum de estúdio da artista musical brasileira Rita Lee — e o segundo com a banda Tutti Frutti — lançado em 30 de junho de 1975, através da gravadora Som Livre. Procurando re-estabilizar sua carreira musical depois de sua expulsão d'Os Mutantes em 1972, Lee juntou-se ao Tutti Frutti, no ano seguinte, e liberou o primeiro disco fruto dessa parceria, Atrás do Porto Tem uma Cidade (1974), que acabou não obtendo o desempenho comercial esperado. Além disso, o grupo e cantora foram afetados pelo descaso e a pouca liberdade criativa concedida pelos executivos de sua gravadora, a Philips, o que os levou a abandonarem o selo e aceitarem a proposta oferecida por João Araújo, presidente da Som Livre, por onde assinaram um contrato de gravação. O estadunidense Andy Mills foi selecionado como o produtor principal do projeto pela própria intérprete, a quem ela conheceu através de seu trabalho como técnico de som do cantor Alice Cooper.
Musicalmente, incorpora principalmente os estilos glam rock e blues, enquanto suas letras versam sobre temas como desprezo parental, despedidas, anseios pela liberdade e auto-capacitação, além de abordar narrativas que aludem a personalidades despidas de pudor e auto-repressão, como a atriz naturalista Luz del Fuego e a bailarina Isadora Duncan. Os vocais de Lee foram notados por exibir inflexões infanto-juvenis, agora não mais na vertente zombeteira e debochada dos Mutantes, mas transpirando rebeldia e até sofrimento. Fruto Proibido constituiu a liberdade artística que artista almejava, diferente de seus outros três discos lançados anteriormente. No álbum, ela compôs três das nove faixas e foi creditada como co-escritora em todas as outras.
O disco trouxe um nível de sucesso comercial para a artista que ela jamais havia experimentando, projetando-a como uma das maiores vendedoras de álbuns no país na época. Ele alcançou a sétima posição na parada musical do instituto IBOPE — divulgada pela revista estadunidense Billboard —, e se tornou o álbum inaugural de um artista de rock a ultrapassar o marco de 50 mil unidades vendidas em solo brasileiro. Com isso, Lee obteve o segundo melhor desempenho comercial para uma cantora brasileira naquele ano. Em função de promover o material, a artista apareceu em programas de televisão, como no Fantástico onde um vídeo musical para "Agora só Falta Você" foi exibido, e embarcou na Turnê Fruto Proibido, que foi aclamada por críticos especializados da época pela sua presença de palco, bem como pela qualidade de som e de figurinos usados nos shows.
Fruto Proibido foi recebido pela crítica musical com aclamação, com elogios direcionados à seus vocais, instrumental, letras e à forma mais espontânea que a artista soava aqui que em seus registros anteriores. Retrospectivamente, é amplamente considerado como o álbum que fez crescer o status de Lee como uma das maiores artistas do rock brasileiro, bem como um símbolo de expressão e representatividade feminina dentro do gênero e na música do Brasil de forma geral, tanto no período de ditadura militar quanto contemporâneo. Além disso, vários artistas, como Manu Gavassi, Zelia Duncan e Pitty, creditaram a obra e suas canções como um ponto de influência para suas construções musicais. Foi classificado na 16.ª ocucação na lista dos 100 melhores álbuns da história da música brasileira compilada pela revista musical Rolling Stone Brasil, enquanto a versão estadunidense da mesma publicação enumerou-o entre os melhores discos de rock latino-americanos de todos os tempos.

## Antecedentes

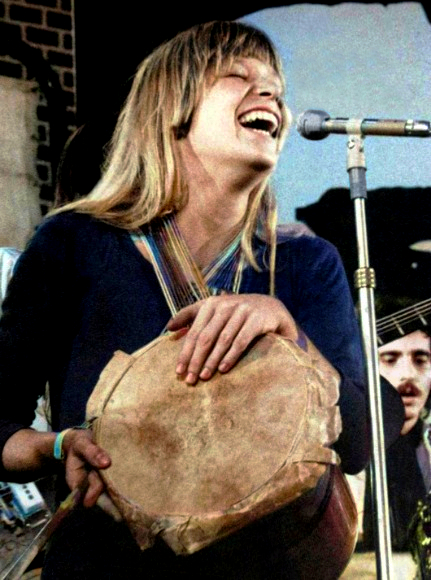
Lee em apresentação com Os Mutantes, 1972.

A carreira musical de Rita Lee ascendeu durante o Movimento Tropicalista como vocalista da banda Os Mutantes, criada em 1966, que contava com vários outros membros, incluído o baixista e vocalista Arnaldo Baptista, a quem ela também desenvolveu um relacionamento conjugal. Em paralelo ao grupo, a musicista lançou dois álbuns solos: Build Up (1970) e Hoje É o Primeiro Dia do Resto da Sua Vida (1972). Isso ocorreu porque executivos da Philips, gravadora do grupo, não queria investir em dois discos d'Os Mutantes em um único ano. Assim, preferiu apostar no carisma de Lee como artista solo. Em 1972, o casamento da cantora com Baptista chegou ao fim. As tensões entre os dois se manifestavam não somente na dimensão de um casal se separando, mas também de colaboradores com divergências musicais. Baptista e seu irmão, Sérgio Dias, acreditava que a banda deveria adotar uma nova estética em sua forma de compor e tocar, partindo para o rock progressivo, influenciado por bandas como Yes e Emerson, Lake & Palmer. Em Rita Lee: uma autobiografia, a cantora alega que foi vítima dessa ambição: "Chego ao ensaio e me deparo com um clima tenso/denso. Até que o Arnaldo quebra o gelo, toma a palavra e me comunica – não nessas palavras, mas o sentido era o mesmo – que naquele velório o defunto era eu. 'A gente resolveu que a partir de agora você está fora dos Mutantes porque nós resolvemos seguir na linha progressiva-virtuose e você não tem calibre como instrumentista'". O seu desligamento do grupo foi alvo de muitos relatos conflitantes ao longo dos anos, com algumas pessoas alegando ela havia partido por vontade própria. Porém, em 2007, Baptista admitiu ao Whiplash: "Mandei a Rita embora dos Mutantes. Ela era uma banana!". Em outras entrevistas, Arnaldo explicou a alusão a banana, se referia a banda Yes: "Porque eu achava a Rita um pouco "banana", muito "pra inglês ver", então às vezes eu prefiro o que é mais Led Zeppelin e não Yes, como a Rita era."

"O grupo rompeu por vários motivos. O Gil e o Caetano tinham sido exilados. Nossos gurus tinham ido embora. Eu falei para nós fazermos nosso som. Afinal, eles tinham nos ensinado tudo. Ensinaram a compor em português, fazer arranjo, cantar o Brasil. Mas o pessoal da banda decidiu ir para outro lado. Decidiram fazer música progressiva tipo Yes, Emerson, Lake & Palmer. [...] Aí de repente eles me convidaram para me retirar dos Mutantes. Comigo, acho que saiu o humor".

—Lee falando sobre sua saída d'Os Mutantes.
Expulsa d'Os Mutantes, Lee voltou a morar com os pais. Em Rita Lee: Uma autobiografia, ela revela que chegou a cogitar a ideia de inventar uma história diferente da real para dizer a eles como justificativa de seu retorno, mas no fim a vulnerabilidade foi mais forte e ela os confessou: "Me expulsaram da banda e antes que a solidão me atirasse embaixo de um caminhão, lembrei que vocês talvez pudessem me acolher de volta. Juro que é por pouco tempo". Com isso, ela se estabeleceu no porão da casa da família, onde se pôs a recompor-se das mágoas. Com o tempo, canções começaram a serem criadas aos poucos, mas ainda não parecia aparecer a oportunidade ou a ideia certa de como apresenta-las. Isso mudou em maio de 1973, quando ela recebeu o convite de abrir o concerto d'Os Mutantes no festival Phono 73, organizado pela Phonogram. Rita, contudo, não parecia inclinada a fazer uma estreia solo de fato. A solução foi recrutar a guitarrista Lúcia Turnbull, sua amiga desde os tempos d'Os Mutantes. O nome escolhido para o projeto foi Cilibrinas do Éden e as duas se apresentaram no festival para uma apatia inicial do público que deu lugar a vaias. Lee atribiu a má receptividade ao "repertório fofinho e tolinho" que apresentaram, bem como o figurino escolhido, composto por trajes de anjos e fadas.
Apesar de tentativas de viabilizar o projeto, as Cilibrinas não deram certo. Elas, então, recrutaram os membros da banda Coqueiro Verde – formado pelo formado pelo guitarrista Luis Sérgio Carlini, o baixista Lee Marcucci e o baterista Emilson Colantonio – para servirem de apoio à Lee e os renomearam Tutti Frutti, em homenagem ao espetáculo idealizado pela cantora para lançar sua carreira solo, uma sugestão do escritor Antônio Bivar, que a ajudou nesse novo momento de sua carreira. Ela assinou um contrato com a Phonogram, subsidiária da Philips, para lançar seu primeiro álbum pós-Os Mutantes, sob o convite do executivo André Midani. Contudo, uma viagem para a realização das gravações no Rio de Janeiro não foi bem-sucedida, isso devido ao fato de Lee ter usando drogas durante a ocasião, o que desagradou a gravadora e a fez cancelar a continuidade do projeto. Depois disso, a cantora procurou Midani, em seu escritório, para tentar reverter a decisão. Lá, ela encontrou o cantor Tim Maia, que também estava muito insatisfeito porque a Phonogram havia alterado a capa de seu próximo álbum sem o seu consentimento. Após um longo período sendo colocados em espera para falar com o profissional, eles resolveram invadir a sala dele, que estava ausente, e causaram uma grande depredação. Antes de saírem do local, Lee relata em sua biografia que Maia parou diante da secretária e disse: "Não é nada pessoal, tá, lindinha?". Apesar do rompimento com Midani, a cantora recebeu do selo uma nova oportunidade de gravar um álbum e, em 1974, Atrás do Porto Tem Uma Cidade foi liberado. Apesar de extrair uma canção de sucesso, "Mamãe Natureza", Lee e Tutti Frutti deixaram a PolyGram; a cantora citou o descaso dos executivos do selo na forma de produção do álbum e os arranjos da gravação de "Menino Bonito" – que foi lançado sem a aprovação da banda – como motivos que fadaram a relação ao desgaste.

## Gravação

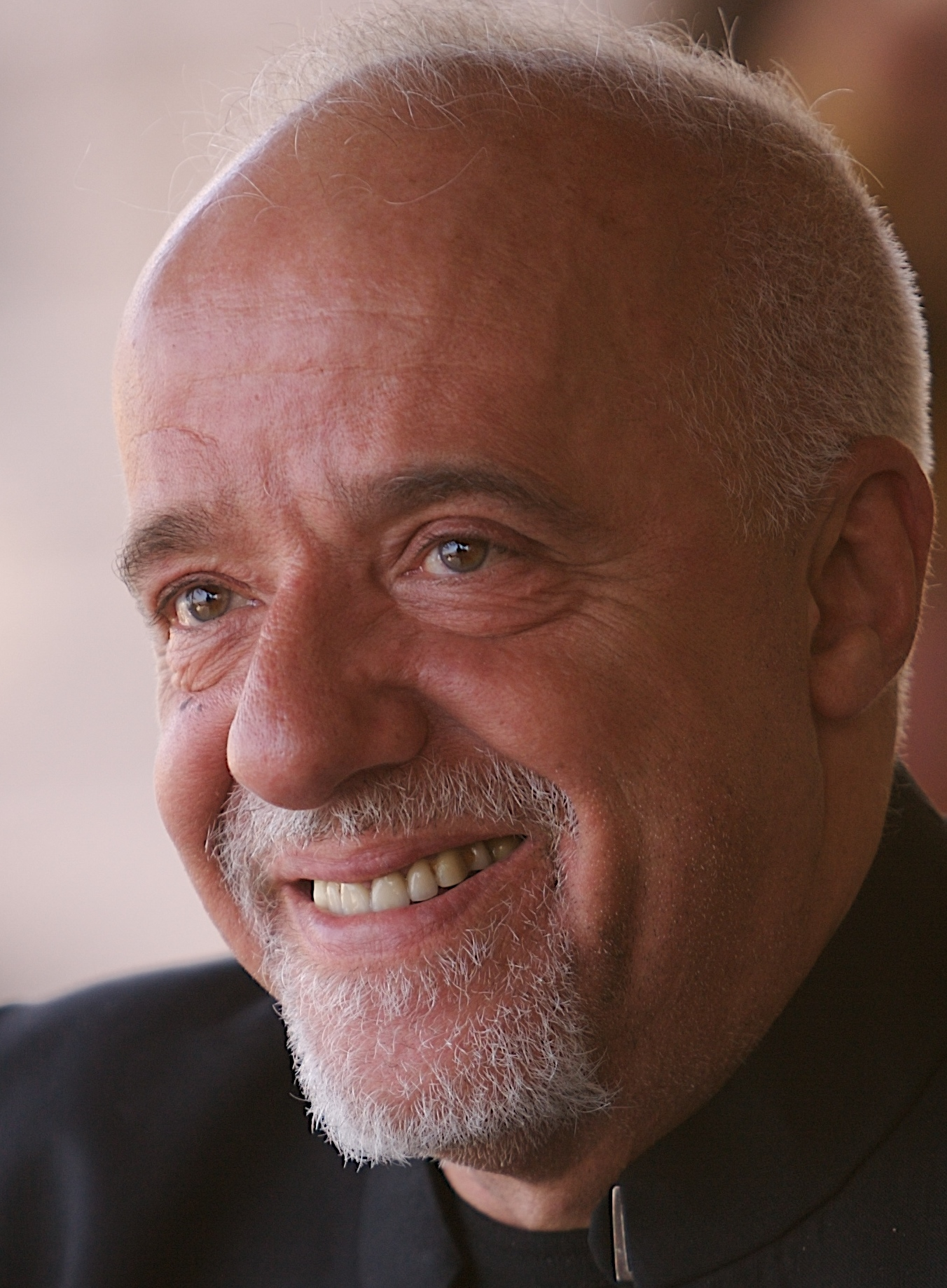
Paulo Coelho (foto), assina a autoria de três canções de Fruto Proibido.

Após Lee e o Tutti Frutti romperem com a Phillips, eles seguiram em busca de um novo contrato de gravação, ganhando o interesse de João Araújo, presidente da Som Livre e pai do cantor Cazuza. O grupo assinou com o selo a parceria para lançar seu próximo álbum, com Araújo os garantindo total liberdade criativa na elaboração do projeto. Contudo, nisso o Tutti Frutti estava passando internamente por um período conturbado; Turnbull saiu em meio a brigas constantes com Carlini e um senso geral de machismo relacionado a uma mulher tocar guitarra numa banda de rock. Colantonio, por sua vez, foi substituído na bateria por Franklin Paolillo. Para a elaboração do disco, a cantora refugiou-se em uma casa emprestada, à beira da represa de Ibiúna, onde morou por alguns meses com os integrantes da banda – e com suas duas cobras – para os ensaios que começavam às 11h e terminavam às 18h, todos os dias. As cobras eram duas jibóias roubadas do cantor americano Alice Cooper, quando este se apresentou em São Paulo, no Anhembi Parque, em 1974. De acordo com Lee, ela assistia ao show quando ficou horrorizada no momento em que Cooper chacoalhou uma cobra e a pisoteou, até que o animal foi recolhido por alguém da produção. A cantora relata, então, que passou a "lábia no segurança" e foi atrás da pessoa que pegou a cobra. Ao avista-lo, perguntou se Cooper "demonstrava algum sentimento nobre" pelo animal, e não se surpreendeu com a resposta negativa. Na ocasião ela conheceu Andy Mills, técnico de som do artista, com quem se identificou imediatamente, e deixou o local levando a cobra usada no show e uma outra, ainda filhote, que seria treinada e usada em outras apresentações de Cooper. Mills e Lee, vieram desenvolver uma estreita relação a partir dai e ele foi convidado por ela a colaborar na produção musical do álbum.
A maior parte das canções presentes em Fruto Proibido foram escritas por Lee, com algumas exceções; em "O Toque", "Cartão Postal" e "Esse Tal de Roque Enrow" a artista dividiu a composição com Paulo Coelho, que havia acabado de romper a parceria com o cantor Raul Seixas. Ao passo em que outras duas faixas, "Pirataria" e "Agora só Falta Você", foram trabalhadas por ela junto a Marcucci e Carlini, respectivamente. As gravações de Fruto Proibido ocorreram em abril de 1975, no Estúdio Eldorado, em São Paulo, que foi o primeiro no Brasil a conter uma mesa de 16 canais. Anos mais tarde, Mills relembrou que durante o processo: "Deixei todos na mesma sala para capturar um clima mais ao vivo. Acho que isso fez com que o resultado soasse novo. A banda estava bastante unida, então, fomos capazes de captar momentos mágicos". Durante a seleção das faixas, o guitarrista participou da composição de algumas faixas, incluindo uma peça incompleta intitulada "Agora Só Falta Você", desde a sua "linha melódica e a metade da letra. Fui para a casa da Rita e fechamos juntos". "Ovelha Negra" foi uma das das últimas canções a serem finalizadas, pois Carlini sentia que seu arranjo estava incompleto: "Pensei tanto nisso que sonhei com o solo [de guitarra] e acordei assoviando aquilo". Entretanto, como o disco já estava em fase de mixagem, o guitarrista precisou de bastante persistência e alguma paciência para convencer Mills de seu adendo. Após inúmeras tentativas frustradas, eis que o produtor se interessou: "Ele me falou 'Você tinha dito algo sobre um solo para "Ovelha Negra"? Então, mostre aí'. Peguei minha guitarra e toquei. Quando acabou, todo mundo tinha gostado".

## Estrutura musical
Do ponto de vista musical, Fruto Proibido é majoritariamente um álbum de glam rock e blues. A gravação abrangeu uma ampla gama de instrumentos musicais em sua composição, incluindo guitarras, violões acústicos, minimoog e sintetizador. Analisando o conteúdo lírico da obra, em seu artigo Rock em tempos de Repressão e Censura: A Ditadura Militar e os Álbuns da banda Tutti Frutti, os autores Alexandre Saggiorato e Edemilson Antônio Brambilla escrevem que às letras "não parecem fazer referência direta às questões políticas vivenciadas no país [na época], mas sim descrever um pouco sobre o ideário da maioria dos jovens do período, como a busca por liberdade e a rebeldia contra a ordem vigente, nestes casos, ideais nem sempre diretamente ligados à política". Os vocais da artista mantém inflexões infanto-juvenis, agora não mais na vertente zombeteira e debochada dos Mutantes, mas transpirando rebeldia e até sofrimento. O autores notam que Fruto proibido traz, ainda, de forma bem acentuada, uma característica marcante e que viria a ocorrer frequentemente no trabalho de Lee, a de citar mulheres admiráveis e famosas da história. Como feminista que era sem nunca querer ter sido, a cancionista não seguia cartilhas mas, sim, inspirava-se em que já havia passado pela terra e bagunçado o coreto. Esse processo artístico irá se perpetuar em sua carreira: as homenagens às precursoras, às pioneiras que quebraram tabus e chacoalharam a sociedade, cada uma a seu jeito". Eles também expressam que o álbum assemelha-se a um "colar de miçangas interligadas, costurado por clássicas canções de rock'n roll, com poderosos riffs de guitarra, mas com um ponto fora da curva: a grande mentora e performer do disco era uma mulher".
"Dançar Pra Não Dançar" abre a obra resgatando a história da bailarina e coreógrafa estadunidense Isadora Duncan, uma mulher que quebrou dogmas e tabus, assim como a própria Lee. Duncan, como a música diz, "ficou na história por dançar como bem quisesse". Era uma mulher que buscava a liberdade de movimento, de espírito criativo, de viver. O arranjo da canção, com um marcante solo de guitarra, busca levar o ouvinte para uma liberdade de viés psicodélico, um glam rock. A segunda canção, "Agora só Falta Você", fala sobre uma mulher que decide "se libertar" de um relacionamento tóxico. A partir desse momento, segundo a letra, ela buscou a realização de seus sonhos pessoais e se encontrou no prazer de ser ela mesma e assumir as identidades que escolheu, como fica evidente no trecho: "No ar que eu respiro/ eu sinto prazer/ de ser quem eu sou/ de estar onde estou". Destaca-se que, apesar da autoestima elevada, essa mulher ainda procura o amor e o romance, mesmo não sendo prioridade em sua vida. "Cartão Postal" é uma balada derivada do blues em que trata de um tema clássico das canções românticas, a despedida ou o rompimento de um relacionamento. Com uma espécie de conselho, a faixa se assemelha ao aviso de uma mãe jovial ou de uma irmã mais velha, que nos orienta a levar a vida de forma mais leve, sem sofrimento.
A faixa-título, "Fruto Proibido", subverte a figura da mulher 'dissimulada e traiçoeira' desenhada no imaginário popular, e que tem como maior representante Eva, a primeira mulher segundo a Bíblia. Com uma performance que é ao mesmo tempo irônica e cândida, meio ingênua, meio maliciosa, ela profere o trecho: "Comer o fruto que é proibido/ você não acha irresistível?/ Nesse fruto, está escondido/ o paraíso/ Eu sei que o fruto é proibido/ mas eu caio em tentação". Já "Esse Tal de Roque Enrow" apresenta uma letra sarcástica. A música simula a ligação de uma mãe que, preocupada com a filha roqueira, liga para um psiquiatra na tentativa de cura-la, dizendo: "Ela nem vem mais pra casa, doutor, ela odeia meus vestidos / Minha filha é um caso sério, doutor / Ela agora está vivendo com esse tal de Roque Enrow". De forma subentendida, nesses trechos a artista faz algumas críticas sobre as normas moralizantes que cercam as mulheres daquele período, de um Brasil conservador. A jovem da história faz tudo contrário daquilo que a sociedade esperava de uma mulher, como por exemplo, o casamento, a busca por um futuro estável, uma formação e a desconfiança de que ela estivesse passando muito tempo fora de casa envolvida com algo "estranho".
A sexta canção do álbum é "O Toque", tema que versa sobre a conexão mágica entre o ser humano e o universo. Aborda, também, o empoderamento da protagonista, embora não seja exatamente feminista a mensagem. Na seguinte, "Pirataria", Lee continua seu recado de autonomia e emancipação, porém de forma nada clichê. Nos versos iniciais da canção, a irreverência e a rebeldia são passadas não como palavras de ordem, como nas antigas canções de protesto, mas sim em forma de um rock disruptivo e mal criado, embalado por uma bateria e guitarra bem potentes: "Quem falou que não pode ser?/ Eu não sei por quê/ Eu posso tudo!/ Me disseram pra não dizer/ Eu não sei o quê/ eu não sou mudo". A interpretação da cantora é debochada, acrescentando mais uma camada de entendimento à poética da canção. O álbum segue com "Luz del Fuego"; esta, por sua vez, traz como título o nome artístico de Dora Vivacqua — uma atriz e naturista popular no Brasil nos anos 1940 — que vêm sendo considerada por muitas acadêmicas como uma das primeiras feministas do país. Suas letras tratam, de forma sútil, sobre como a mulher é vista na sociedade quando se coloca como aquela que não obedece a determinados padrões e normas sociais. O eu lírico afirma: "Eu hoje represento uma fruta/ pode ser até maçã/ não, não é pecado/ só um convite/ venha me ver amanhã/ mesmo!". Nesse verso, a compositora tenta distanciar a representação da maçã (e o sexo) do pecado, do interdito. Ou talvez seja a nudez que ela queira diferenciar de pecado. Fruto Proibido encerra-se com "Ovelha Negra". Esta é uma faixa que narra a história de uma pessoa que é expulsa de casa por ser a "ovelha negra" da família, ou seja, por ser fora do padrão, por envergonhar os pais. Mas essa pessoa parece ser uma menina burguesa, que "levava vida sossegada e gostava de sombra e água fresca", até tomar um choque de realidade do pai. Em resposta, ela diz que está perdida, procurando se encontrar, e que não adianta o pai chamá-la.

## Repercussão

### Crítica profissional
A preponderância de críticas musicais em relação a Fruto Proibido foi favorável. Os profissionais especializados o receberam com aclamação, com elogios direcionados à seus vocais, instrumental, letras e à forma mais espontânea que a artista soava aqui que em seus registros anteriores. No banco de dados AllMusic, o editor Álvaro Neder atribuiu ao álbum cinco estrelas e meia, enquanto o avalia como um atestado das habilidades da artista em "ser competente tanto no hard rock quanto nas baladas mais suaves quando adquire uma qualidade terna e feminina". Ele também o classificou como "um documento de uma época em que ela podia ser sincera sobre seus ideais". Flávio Marinho, ao resenhar positivamente a obra para a revista Manchete, observou que nele a artista soava mais a vontade e alegre que em seu último registro: "É, acima de tudo, um disco irresistivelmente dançante [...] Rita se apresenta, inclusive, como uma intérprete bem mais solta — já que liberta do incômodo vocal de Lucinha Turnbull e das preocupações dos teclados. Fruto Proibido, para descontrair e curtir". Nelson Motta, escrevendo em sua coluna n'O Globo, destacou-o como um dos melhores lançamentos de 1975, o classificando como um disco de rock "exemplarmente realizado" e que pela primeira vez imprimia a verdadeira personalidade da intérprete. Motta, compartilhando de uma opinião semelhante a de Marinho, ainda nota a sua vibração "leve, para dançar embalado, alegre e positiva" como atributos que sentiu carecer nos projetos anteriores dela e de outros artistas de rock à época.
| Críticas profissionais | Críticas profissionais |
| Avaliações da crítica  | Avaliações da crítica  |
| Fonte                  | Avaliação              |
| ---------------------- | ---------------------- |
| AllMusic               | [ 19 ]                 |
| Folha de S. Paulo      | Positiva               |
| Rolling Stone Brasil   | [ 23 ]                 |

Em uma revisão retrospectiva, para a Rolling Stone Brasil, Paulo Cavalcanti deu cinco estrelas totais para o projeto e destacou "Ovelha Negra" como um sinal de "que Rita já apontava que nunca seria alguém convencional". Um crítico da Folha de S.Paulo considerou que Fruto Proibido é "mais adulto", "mais rock and roll" e com mais músicas "sérias" que o seu predecessor. O profissional também prezou a "qualidade dos músicos" do Tutti Frutti que, ao seu ver, estavam "bem melhores que no ano passado", assim como Lee que, "em seu lugar sexy-sexy, supera as expectativas e seu disco chega a ser recomendável". Da mesma forma, Tarik de Souza, da revista Veja, considerou que o conteúdo lírico da obra não exibi a mesma "ingenuidade infantil" de Atrás do Porto Tem uma Cidade e, ao invés disso, soam mais "decididas, com alguma autocrítica". Ele terminou sua resenha dizendo que Lee parecia disposta a passar de "super-estrela do acanhado rock nacional a primeira dama da canção jovem em geral". Já Alberto Carlos de Carvalho, do Jornal do Brasil, comentou que o álbum exibe vocais "bem colocados", arranjos "bem feitos" e instrumental "seguro e bem divido". Acrescentando que, embora não parecesse ter nenhuma pretensão de promover qualquer inovação, ainda assim era "bastante simpático".

### Reconhecimento
Com base em 1,264 votos, leitores da Revista Pop escolheram Fruto Proibido como o álbum brasileiro de 1975. Já Lee recebeu 2,966 votos e, com isso, foi eleita a cantora do ano. Noutra enquete de melhores do ano, dessa vez elaborada pelo Jornal da Música, o disco ficou em segundo dentre outros do mesmo período. Em 2007, a revista Rolling Stone Brasil o posicionou no 16.º posto entre os 100 melhores álbuns da história da música brasileira, sendo descrito como "o primeiro álbum do rock brasileiro que não soava versão da matriz inglesa". Por sua vez, a edição estadunidense da mesma publicação o ranqueou na quadragésima primeira posição dentre os cem melhores álbuns de rock latino-americanos de todos os tempos — o melhor posto para uma artista feminina brasileira —, com um editor comentando que "da atrevida "Esse Tal De Roque Enrow" ao hino "Ovelha Negra", esta auto-proclamada ovelha negra encontrou a redenção na música até ao fim".

## Lançamento e promoção

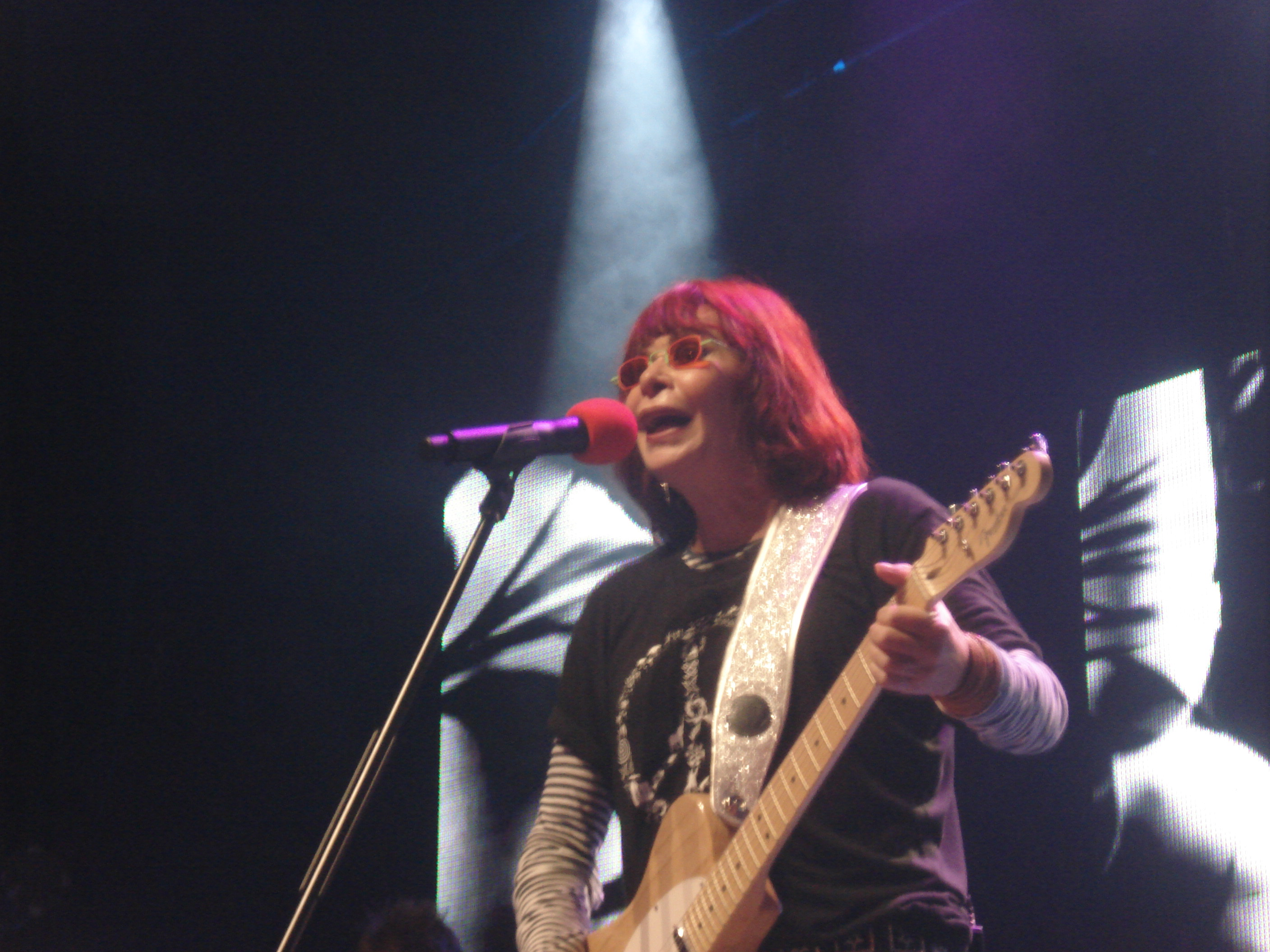
Lee tocando a faixa do álbum, "Ovelha Negra", durante a gravação de seu Multishow ao Vivo (2009).

Fruto Proibido foi lançado no Brasil em 30 de junho de 1975 em disco de vinil. Ao longo dos anos foi relançado em formato cassete, disco compacto e, novamente, em vinil, dessa vez pela Universal Music. O projeto, ainda, foi disponibilizado em formato físico na Argentina, França e Suíça. Na foto de capa que ilustra o álbum, Lee aparece trajando uma camisola e meia de seda que possuí uma fenda lateral na perna esquerda, pela qual se pode vê levemente a coxa desnuda da cantora, sentada ao lado de seu teclado e em frente à penteadeira de sua avó, herdada por sua mãe, em um boudoir. O disco exibe tons rosa em seu contorno, uma forma de aludir a feminilidade tão discriminada e pouco associada ao rock. Seu título é uma referência ao pecado original descrito na Bíblia, a desobediência de Eva ao comer o fruto proibido colocado no jardim do Paraíso. Gabriela Marqueti, do portal Omelete, observou que reflete "a ótica de alguns, de que a mulher é naturalmente um ser vil, não-confiável, traiçoeira desde a criação da Humanidade. Sob a ótica de outros, a constatação de que ela foi criada para ser livre e questionar o lugar que lhe é imposto em meio a lógicas duvidáveis". Contudo, o álbum sofreu censuras por parte da ditadura militar vigente no Brasil na época, que considerou que a sua capa "reproduzia claramente uma atmosfera lúbrica de cabaré francês". A gravadora de Lee ainda tentou argumentar, já que as composições haviam sido liberadas em 1973, mas não houve alternativa e o disco foi recolhido e sua capa modificada posteriormente.
Para divulgar Fruto Proibido, em 10 de agosto de 1975, um vídeo musical para "Agora só Falta Você" foi exibido no programa Fantástico. Mais tarde, naquele mesmo ano, ela pode ser vista executando a mesma canção em sua participação no Globo de Ouro. Na esteira do sucesso do álbum, duas canções de seu alinhamento, "Esse Tal de Roque Enrow" e "Agora Só Falta Você", foram adicionadas a trilha sonora da telenovela Bravo!, da Rede Globo. Ela também divulgou o álbum através de uma turnê com o mesmo nome, que começou em 16 de julho, no Teatro João Caetano, localizado na cidade do Rio de Janeiro, e passou por várias outras capitais do Brasil, como Porto Alegre, Salvador, Belo Horizonte, São Paulo, Curitiba e Goiânia. O espetáculo foi considerado bastante inovador para época, uma vez que se destacava pela qualidade de seus elementos cênicos e os figurinos usados pela cantora; durante as apresentações ela vestia chapéu e luvas longas, collat e botas, enquanto o cenário simulava uma longa estrada coalhada de árvores com frutos, simulando a temática do álbum. A artista comentou sobre a excursão: "Nossa proposta é de que cada apresentação seja uma festa, bem alegre e descontraída a fim de que as pessoas possam tirar o que quiserem do show. E por isso é importante que o som seja forte, vibrante, principalmente agora que, livre dos teclados, eu posso dançar o tempo todo, se tiver vontade". A digressão foi um sucesso de público por onde passou. No extinto Teatro Aquarius, em Brasília, Lee se apresentou para uma multidão superior a 11 mil pessoas, recorde que lhe valeu uma placa comemorativa. Contudo, durante a apresentação, a multidão se levantou e começou a dançar sobre as cadeiras do local, o que causou estragos e um prejuízo de sete mil cruzeiros para o local. O setlist da turnê consistia em músicas de seus álbuns anteriores e Fruto Proibido; além disso, ela incluiu versões cover de "Back in Bahia" (1972), originalmente de Gilberto Gil, e "Lady Madonna" (1970), da banda britânica Beatles. As avaliações da crítica especializada sobre à turnê incluíram elogios em relação a presença de palco da artista, bem como pela qualidade de som e de figurinos usados nos shows.

## Impacto e legado
"A gente tem que falar da Rita Lee, porque esse sim é o real significado da palavra legado. Se daqui a uns 10 anos as pessoas ainda lembrarem da Rita Lee como rainha do rock ou outros títulos [...] e principalmente se lembrarem da importância que ela teve e de como a discografia dela tem alguns álbuns antológicos, aí sim estará sedimentado o tal legado que Lee deixou. Isso inclui a genialidade inegável que ela mostrou em discos antológicos como Fruto Proibido e Entradas e Bandeiras (1976). [...] para mim, verdadeiras obra-primas, não só de Lee, como da história do rock brasileiro, ou melhor, da história da música brasileira como um todo".

—Regis Tadeu comentando o legado de Lee, e de Fruto Proibido, para a música brasileira.
O impacto causado por Fruto Proibido e o seu legado deixado para a música brasileira são frequentemente notados por diversos critícos, jornalistas e artistas musicais. De acordo com o artigo A Ironia Na Festa de Rita Lee, escrito por Rafael Steph, o álbum não apenas "se tornou um dos maiores marcos da indústria musical brasileira", mas também "possibilitou todo o movimento rock nas décadas que se seguiram". Lia Machado Alvim, jornalista da TV Cultura, avaliou que este foi o disco que finalmente "projetou Rita e sua banda para o sucesso". Na época de seu lançamento, o colunista musical Nelson Motta, d'O Globo, avaliou que a obra não apenas marcava o primeiro grande sucesso comercial de sua intérprete, mas também o "primeiro grande sucesso popular de um artista representativo do rock brasileiro dos anos 1970". Tal sucesso levou Lee a ser alçada ao patamar de "super-estrela" da música brasileira, o que contrariou a visão dos executivos de gravadora que, até então, não a viam como uma artista viável comercialmente. O jornalista musical Pedro Hollanda avaliou que "marcou uma volta por cima gigantesca de Rita, após anos de sofrer sendo preterida pelos Mutantes e com as interferências de executivos de gravadoras tentando moldá-la numa artista feminina mais tradicional". O professor e pesquisador Eduardo Vicente, analisa que o disco "ajudou a romper a barreira do público tradicional da MPB ao levar um discurso poético e musical bem diferente do "tradicional romântico" a um público jovem que, certamente, era bem distinto daquele que frequentou os festivais da canção da década anterior".
Diversos músicos e pesquisadores o creditaram como uma das referências para o movimento do rock desenvolvido no Brasil nos anos 1980, que viria a alcançar grande popularidade no país. Sobre isso, Vicente observa que representou "o grande momento de afirmação de um rock nacional que, naquele momento, limitava-se em termos de artistas de maior projeção, além de Rita & Tutti Frutti, Raul Seixas e, ocasionalmente, Erasmo Carlos. Ou seja, foram os nomes que mantiveram a chama acesa antes da grande onda roqueira dos anos 1980". Desde o seu lançamento, a imprensa tem concordado que este álbum representou um marco para a expressão da mulher dentro da música brasileira da época, não só pela representatividade através da presença de Lee, mas também por suas letras que as estimulavam a capacitação e autônomia feminina. A partir dele, a cantora também foi creditada por abrir novas portas para artistas femininas na indústria, uma vez que mostrou-se aos ouvintes como "uma mulher tocando em uma banda de rock, fazendo som muito melhor que homens e ainda com letras provocativas, em um tempo em que a mordaça fazia parte da repressão do regime ditatorial, e além de tudo o machismo era recorrente no rock". Na opinião de Gabriela Marqueti, do Omelete, com o álbum a cantora "provou que o rock podia ser feminino e cor-de-rosa. Nada nesse disco fala sobre usar drogas e transar com groupies, mas sim sobre a busca da identidade pessoal e de conquistar seu próprio espaço. Subverte toda a ideia de rock and roll atrelada a uma postura machista e exibicionista". A este respeito, o jornalista Marco Antonio Cunha, do portal Boomerang Music, explica que trabalho agiu como uma resposta aos machistas que buscavam diminuí-la com retóricas de que "para fazer rock tem que ter 'culhão'".
Em comemoração aos seus quarenta anos de publicação, Junior Ferreira sentiu que suas letras "são um retrato dos anos 70 e vão contra a caretice, a 'moral e os bons costumes' de um Brasil envolto em uma ditadura que ainda duraria 10 anos e a levaria em cana anos depois. Promovendo o feminismo se colocando longe do estereótipo das mulheres marcadas no cancioneiro nacional — a mãe, esposa, dona de casa —, para dar voz e protagonismo às mulheres que não tinham vergonha de expor seus desejos, mesmo se não fosse isso o que a sociedade esperava delas". Ele acrescentou que a cantora "não teve medo de ir contra a corrente, de se expor e dar voz ao que muitos pensavam, mas que só sendo uma mulher de convicções e coragem ímpares poderia ousar dizer. É mais do que essencial e necessário, é obrigatório para entender o momento político" da época. A escritora feminista Valeria de Oliveira Gomes citou "Fruto Proibido" e "Ovelha Negra" como alguns exemplos de canções da artista que tratavam de "temas como independência e liberdade" em meio a um período de ditadura militar no Brasil. Já Bruno Capelas declarou que a partir do álbum o "roqueiro brasileiro não precisava mais ter cara de bandido e podia ser o que quisesse". Em 2023, a editora Helena Tomaz observou que "apesar de terem quase 50 anos, as letras de Fruto Proibido se mantiveram atuais ao longo das décadas. A honestidade e a liberdade passadas por Rita Lee não envelhecem nunca". O autor destaca "Ovelha Negra" por "se tornar uma espécie de hino para os fãs da cantora. A canção gera identificação e inclui aqueles que não se sentem incluídos". Thiago Nolla, do CinePOP, por sua vez, avalia que a canção "preza por uma libertação identitária, dizendo que está tudo bem em não pertencer a algum lugar – uma hora ou outra –, você vai se encontrar".
Fruto Proibido e suas canções são considerados uma referência e um dos discos preferidos de toda uma geração de artistas brasileiros; Paulo Ricardo, Pitty, Manu Gavassi, Paula Lima e Zélia Duncan são alguns dos exemplos que citaram-no como ponto de inspiração para suas carreiras. Para Gavassi, o disco é "uma emancipação e um grito de liberdade" vindo de Lee, dizendo: "Em uma época em que a maioria das cantoras eram intérpretes de letras de compositores homens, ela sempre foi a dona da própria história e sempre foi compositora em uma época em que isso não era tão comum". Seu apreço é tamanho que em 2022, ao ser convidada para a série Acústico MTV, ela decidiu regravar cada uma de suas faixas, sob o nome Manu Gavassi canta Fruto Proibido. Ela também percorreu o país em uma turnê ao longo daquele ano, para promover a regravação. O músico Roberto Frejat avalia que o disco "é diferente de tudo o que se gravava de rock brasileiro". Para ele, o álbum veio como um divisor de águas: "Depois, tudo ficou diferente. Quase toda a banda em que eu tocava, até antes do Barão [Vermelho], tinha "Agora só Falta Você" no repertório. Esse disco ficará na memória sempre como uma coisa maravilhosa". Em entrevista ao Universo Online, Pitty falou sobre como Lee a influenciou e citou Fruto Proibido como seu álbum preferido da artista, "em termos de letra, de arranjo, de timbres, a banda, o jeito dela cantar nessa época". Ela, inclusive, chegou a regravar "Agora só Falta Você" para a abertura da vigésima segunda temporada da série Malhação (2014) e cantou, ao lado de Lee, "Esse Tal de Roque Enrow" para o registro MTV ao Vivo: Rita Lee (2004). Em última análise, em maio de 2023, o projeto Anatomia do Disco, da Escola Porto Iracema das Artes, da Secretaria da Cultura do Estado do Ceará, realizou uma conferência, onde reuniu acadêmicos e jornalistas para debater a contribuição e o legado da obra, para a música brasileira.

## Alinhamento de faixas
Todas as canções produzidas por Andy Mills e escritas por Rita Lee, exceto onde indicado.
| N.º            | Título                    | Compositor(es)               | Duração |  |
| 1.             | "Dançar Pra Não Dançar"   |                              | 4:13    |  |
| 2.             | "Agora só Falta Você"     | Luis Sérgio Carlini Rita Lee | 3:25    |  |
| 3.             | "Cartão Postal"           | Paulo Coelho Lee             | 3:25    |  |
| 4.             | "Fruto Proibido"          |                              | 2:04    |  |
| 5.             | "Esse Tal de Roque Enrow" | Coelho Lee                   | 3:53    |  |
| 6.             | "O Toque"                 | Coelho Lee                   | 5:20    |  |
| 7.             | "Pirataria"               | Lee Marcucci Lee             | 4:29    |  |
| 8.             | "Luz del Fuego"           |                              | 4:42    |  |
| 9.             | "Ovelha Negra"            |                              | 5:39    |  |
| Duração total: | Duração total:            | Duração total:               | 37:10   |  |

## Créditos e pessoal
Todo o processo de elaboração de Fruto Proibido atribui os seguintes créditos:
- Rita Lee: vocais, violão e sintetizador
- Luis Sérgio Carlini: guitarras, slide, violão, gaita e vocais
- Lee Marcucci: baixo e cowbell
- Franklin Paolillo: bateria e percussão
- Guilherme Bueno: piano e clavinete
- Rubens Nardo: vocais
- Gilberto Nardo: vocais
- Manito: saxofone, flauta, Órgão Hammond
- Meca: fotografia
- Geysa Adnet: design gráfico
- Andy Mills: produção musical
- Otávio Augusto: assistência de produção musical
- Flávio Augusto: gravação
- Luis Carlos Baptista: gravação, mixagem
- Mónica Lisboa: gestão
- Carlos Savalla: remasterização
- Luigi Hoffer: remasterização
- Gaivota: assistência técnica

## Desempenho comercial
Até agosto de 1975, com pouco mais de um mês de lançado, Fruto Proibido já havia vendido 20 mil cópias no Brasil, quantia considerada bastante significativa para um disco de rock brasileiro na época, com Motta, prevendo que ele poderia chegar a 50 mil até o fim daquele ano. Ao atingir esse valor, o jornalista descreveu o feito como "histórico", uma vez que marcava o "primeiro grande sucesso popular de um artista representativo do rock brasileiro dos anos 1970" e algo que poucos artistas nacionais havia obtido. Em 28 de agosto, o álbum estreou na sétima posição da parada de álbuns mais vendidos do país, divulgada pela revista estadunidense Billboard, que foi seu pico. Na lista divulgada pelo instituto Nelson Oliveira Pesquisa e Estudo de Mercado (NOPEM), Fruto Proibido fez Lee torna-se a segunda cantora com melhor vendagem em 1975 no país, sendo superada apenas por Beth Carvalho, enquanto que encerrou em décimo segundo lugar entre os discos mais comparados do período. Até janeiro de 1976, 80 mil cópias do produto já haviam sido comercializadas, número que ele dobrou para 200 mil até o fim daquele ano. Estima-se que, nos dias atuais, mais de 700 mil réplicas da obra já foram adquiridas.
| País — Tabela musical (1975) | Posição de pico |
| ---------------------------- | --------------- |
| Brasil (IBOPE)               | 7               |

| País — Tabela musical (1975) | Posição |
| ---------------------------- | ------- |
| Brasil (NOPEM)               | 12      |